# Coptotettix longjiangensis
Coptotettix longjiangensis är en insektsart som beskrevs av Zheng, Z. och S.-z. Wei 2000. Coptotettix longjiangensis ingår i släktet Coptotettix och familjen torngräshoppor. Inga underarter finns listade i Catalogue of Life.